# Closure/Continuation
Closure/Continuation (zapisywane skrótowo jako C/C) - jedenasty album studyjny brytyjskiego zespołu Porcupine Tree. Album nagrywano w tajemnicy, sporadycznie w przeciągu następnej dekady po albumie The Incident, bez dotychczasowego basisty zespołu Colina Edwina.

## Lista utworów[20]

### Edycja standardowa
1. "Harridan" - 8:07
2. "Of The New Day" - 4:43
3. "Rats Return" - 5:40
4. "Dignity" - 8:22
5. "Herd Culling" - 7:03
6. "Walk the Plank" - 4:27
7. "Chimera's Wreck" - 9:39

### Edycja deluxe
1. "Harridan" - 8:07
2. "Of The New Day" - 4:43
3. "Rats Return" - 5:40
4. "Dignity" - 8:22
5. "Herd Culling" - 7:03
6. "Walk the Plank" - 4:27
7. "Chimera's Wreck" - 9:39
8. "Population Three" - 6:51
9. "Never Have" - 5:07
10. "Love in the Past Tense" - 5:49